# Swine
Swine – wieś w Anglii, w hrabstwie East Riding of Yorkshire. Leży 8 km na północny wschód od miasta Hull i 256 km na północ od Londynu. W 2001 miejscowość liczyła 143 mieszkańców.